# Rinaldo Piscicello
Rinaldo Piscicello (Napoli, 1415 – Roma, 4 luglio 1457) è stato un cardinale e arcivescovo cattolico italiano.

## Biografia
Nato da una nobile famiglia napoletana, da Nicola Piscicello e Maria d'Alagni, fu prebendario e canonico del capitolo della cattedrale di Napoli, vicario generale dell'arcidiocesi napoletana e protonotario apostolico.
Venne nominato arcivescovo di Napoli il 12 maggio 1451. Ricostruì la cattedrale della città, che era stata danneggiata dal terremoto del dicembre 1456. Fu anche abate commendatario dell'abbazia di San Pietro all'Altare.
Fu creato cardinale papa Callisto III nel concistoro del 17 dicembre 1456 e ricevette il titolo cardinalizio di Santa Cecilia il 21 marzo successivo.
Morì a Roma il 4 luglio 1457 «per incuria dei medici» come scrisse in una lettera il cardinale Enea Silvio Piccolomini; l'anno successivo le sue spoglie furono trasferite a Napoli ed inumate nella cattedrale cittadina.